# Musée municipal des Capucins
Le musée municipal des Capucins est le musée de la ville de Coulommiers. Il est situé dans le parc des Capucins, dans l'ancienne église Notre-Dame-des-Anges du couvent des capucins fondé par Catherine de Gonzague à proximité de son château.

## Lieu

### De l'église conventuelle au musée
En 1615, Catherine de Gonzague propose aux capucins de la province de Paris d'édifier un couvent à proximité du château qu'elle construit à Coulommiers. Elle pose la première pierre de l'église le 19 avril 1617. L'église est consacrée le 13 juillet 1625 par André de Sauzeau, évêque de Bethléem,. Elle est achevée vers 1630.
Fidèle à l'architecture capucine, la façade offre une grande sobriété. Les écussons des armes des familles de Longueville, de Clèves et de Gonzague sont gravés de chaque côté de la porte. À l'intérieur, la nef, unique et vaste, ne comporte pas de déambulatoire, comme le veut la tradition franciscaine. La voûte de la nef mesure 16 mètres de hauteur et l'église 33 mètres de longueur. Le maître-autel, situé au fond, dans le chœur surélevé sur le palier de l'étage, a été déplacé à Meaux. Deux escaliers de bois en vis permettent d'accéder à cet étage.
L'église est occupée par les capucins à partir de 1617 et est abandonnée en 1790 ou 1791 lors de la Révolution française.
Le maître-tanneur Thomas-Joseph Desescoutes acquit le couvent des capucins lors de sa vente comme bien national. Il passe, par succession, à son gendre, Antoine-Jean-François Ménager, puis au gendre de ce dernier, le marquis de Varennes. En 1861, Anatole Dauvergne décrit l'église et la grotte aux coquillages. En 1865, la propriété est vendue à Abel Stanislas Leblanc, meunier des Grands Moulins de Pantin. En 1883, la famille Abel-Leblanc fait restaurer l'église. À la mort d'Édouard Abel-Leblanc, en 1915, la ville en hérite et transforme l'ancienne église en musée municipal,.

L'église et sa grotte aux coquillage sont classées Monument historique par un arrêté du 14 janvier 1930.

Église Notre-Dame-des-Anges
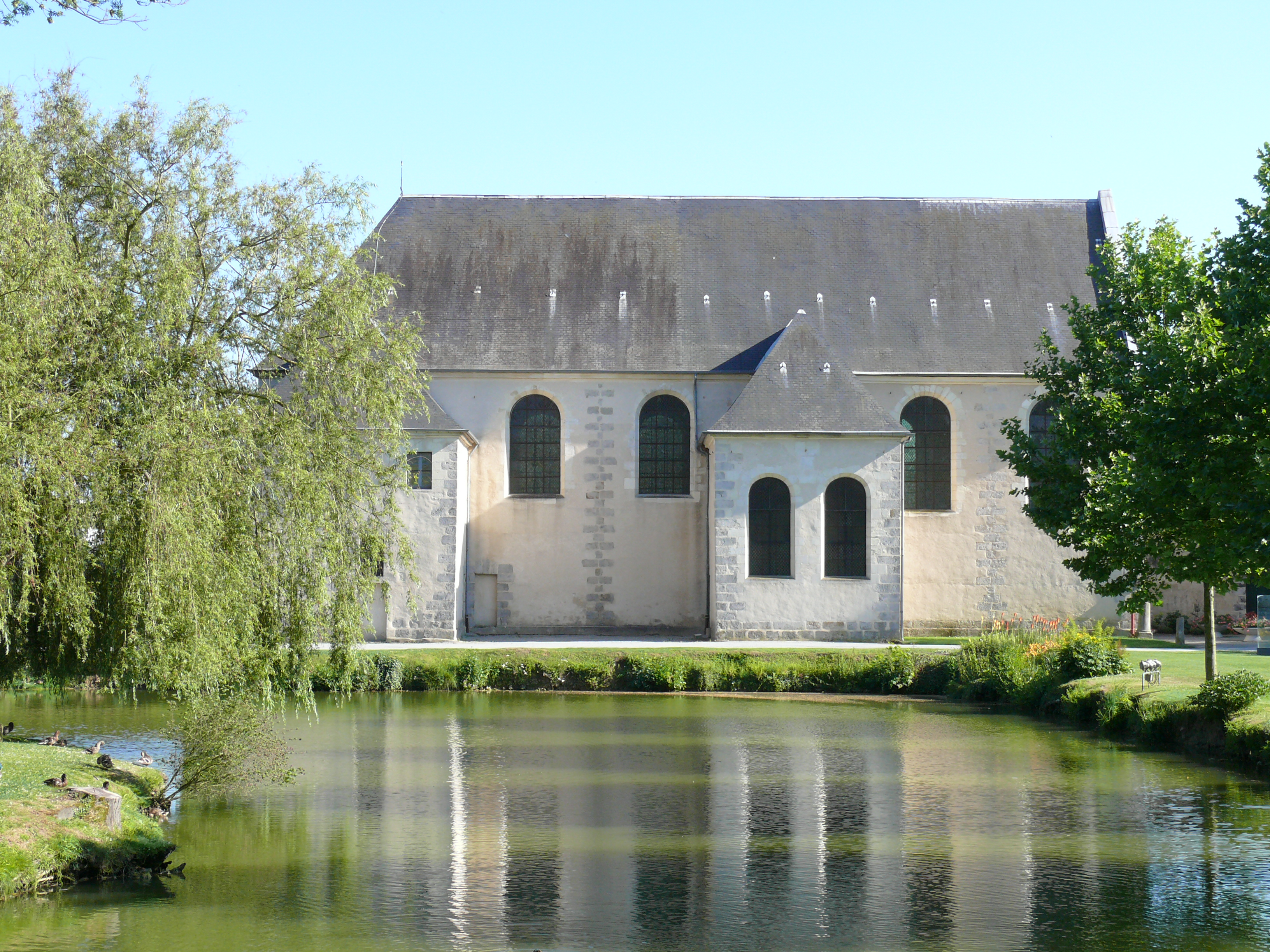
Vue depuis le parc des Capucins
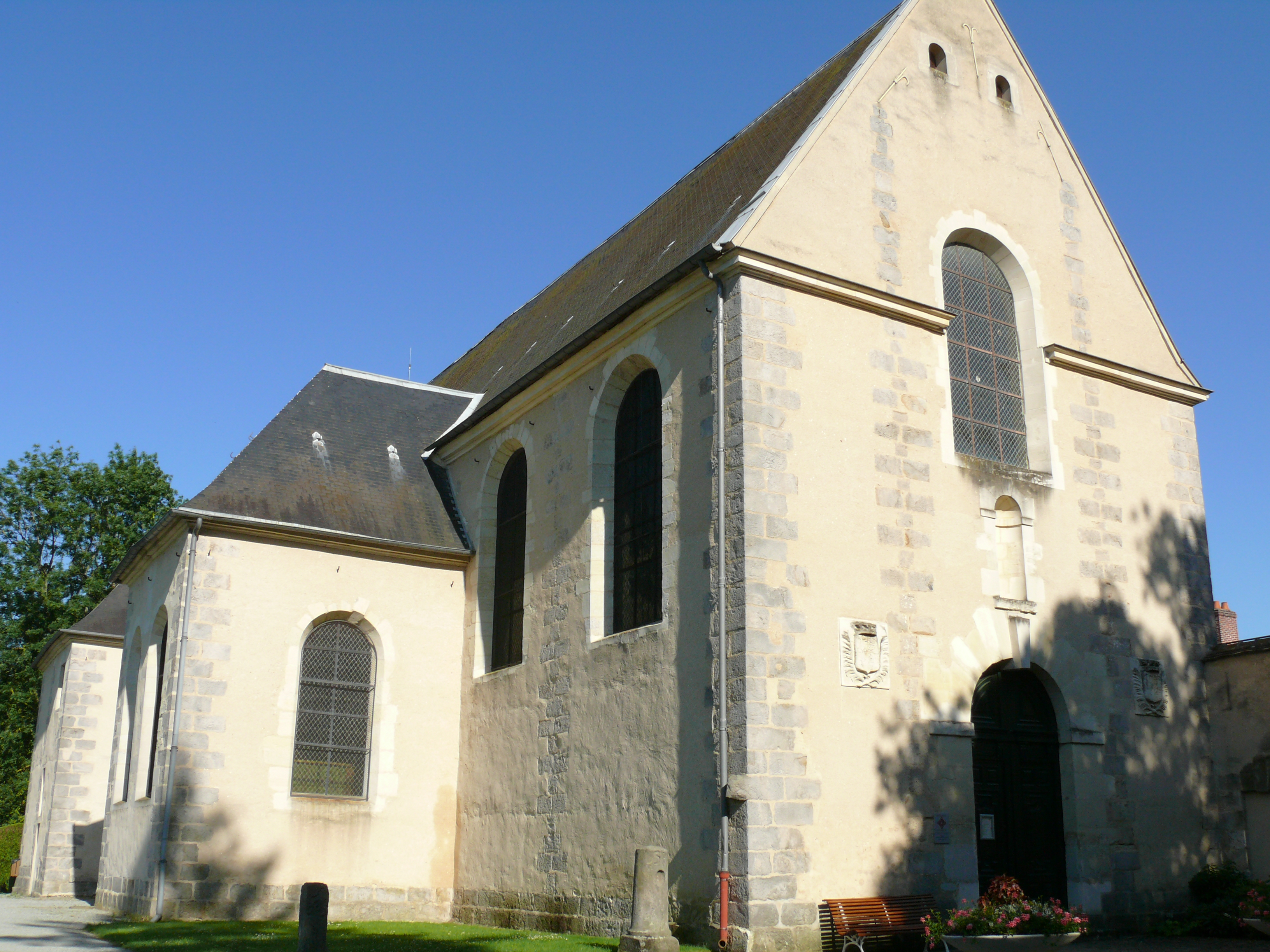
Façade de l'église
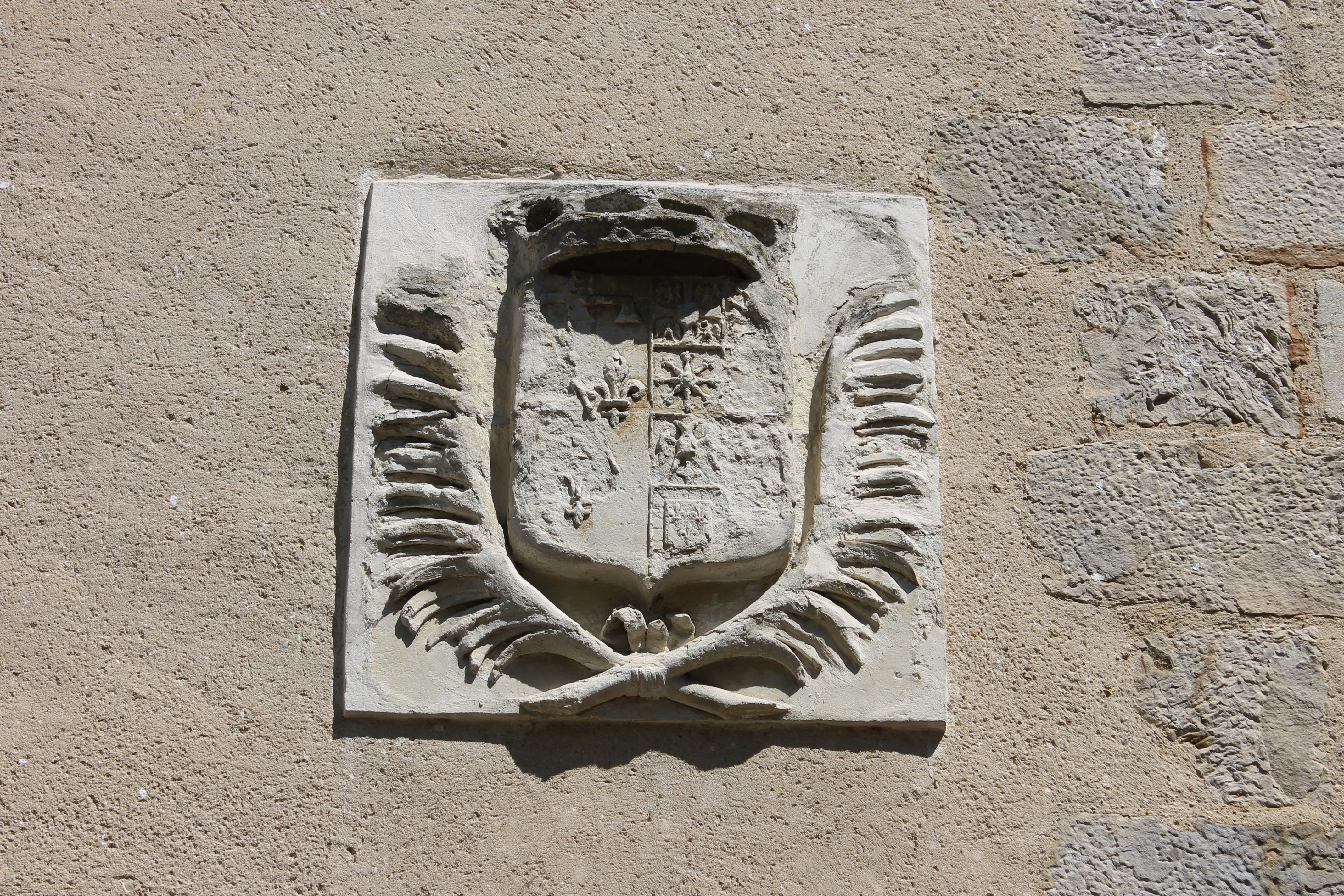
Écusson des armes de Longueville, de Gonzague et de Clèves

### La grotte aux coquillages
La grotte aux coquillage est une chapelle funéraire de style baroque recouverte de coquillages. Édifiée vers 1623-1624 et située dans la partie basse du chœur, Catherine de Gonzague aurait souhaité y être inhumée. Sur les parois, sept niches en bas-relief représentent les propriétés de la famille de Catherine de Gonzague dont le château de Coulommiers, l'église elle-même et des villages des environs ainsi que des scènes de la vie de saint François d'Assise et du Christ. Entre chaque niche, les colonnes étaient recouvertes de coquillages, dont il ne subsiste aujourd'hui que les empreintes sur les murs et quelques éclats. Ces colonnes supportent des statues pierres décapitées lors de la Révolution française et dégradées lors des occupations postérieures de l'ancienne église. Sur la voûte, des peintures à l'huile représentent la Trinité entourée d'angelots,.

Monument susceptible de disparaître faute de restauration, la grotte fait partie des sites identifiés par la mission dirigée par Stéphane Bern pour bénéficier des fonds de l'édition 2018 du loto du patrimoine.

La grotte aux coquillages
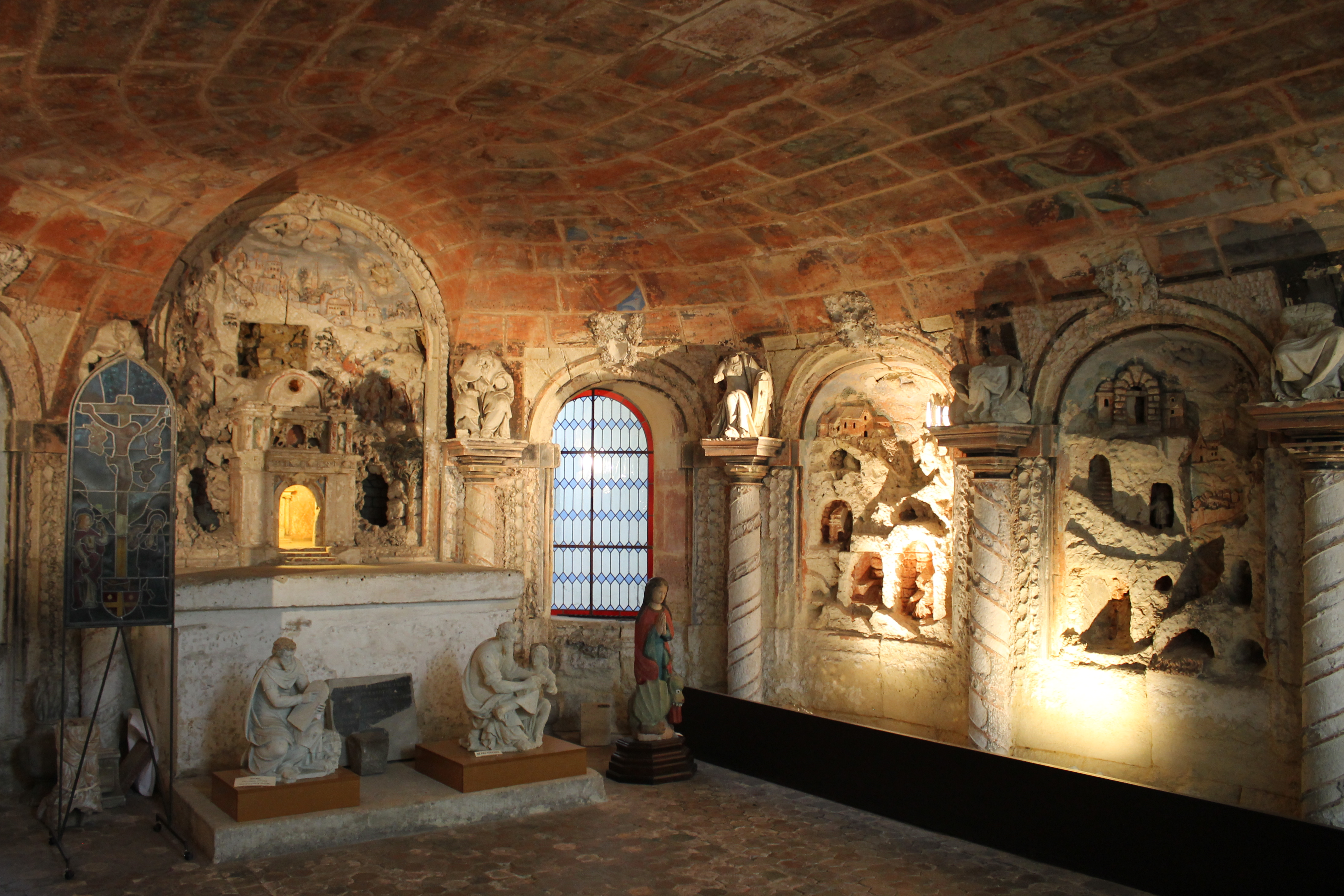
Vue de l'intérieur de la grotte aux coquillages
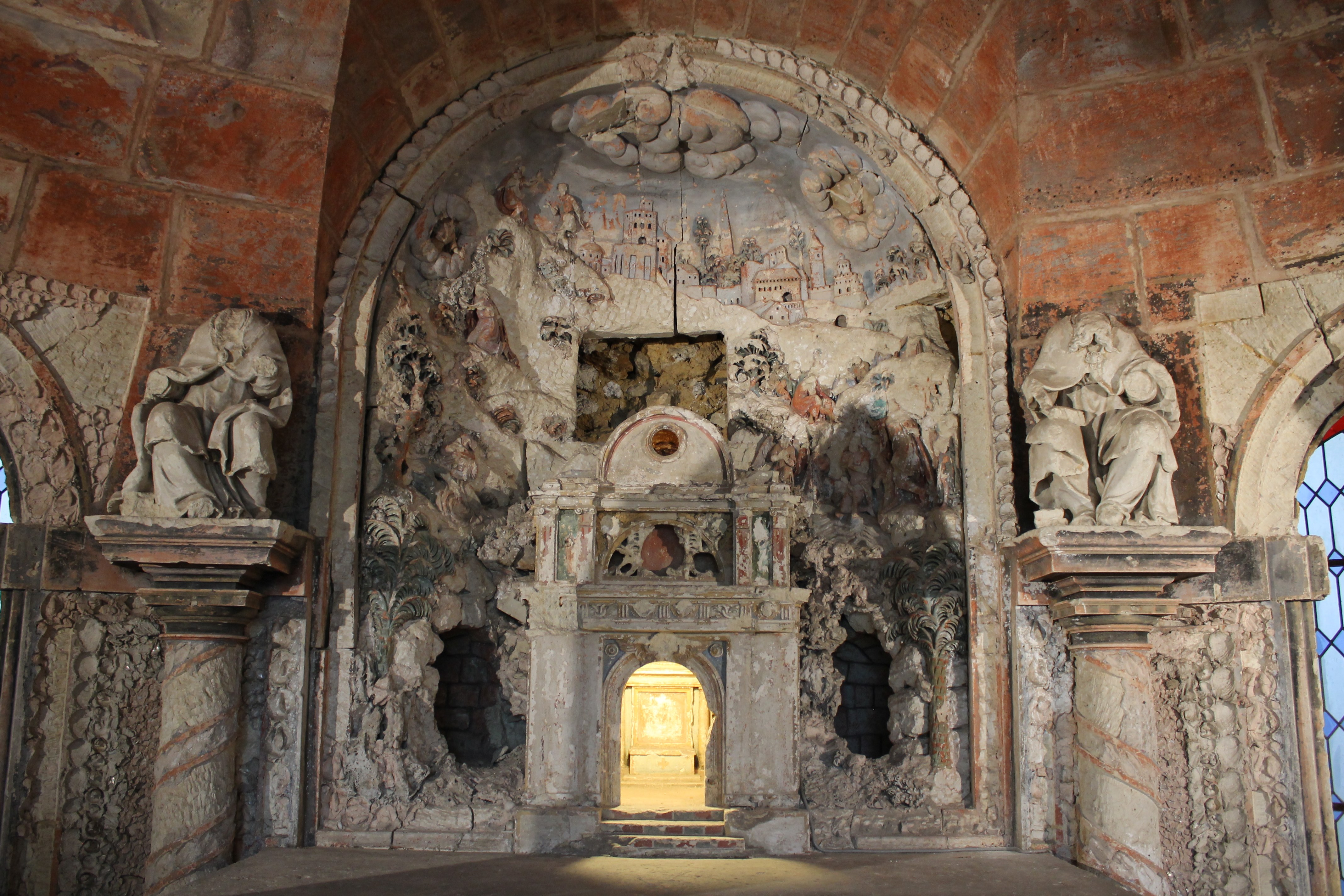
Autel et niche centrale de la grotte aux coquillages
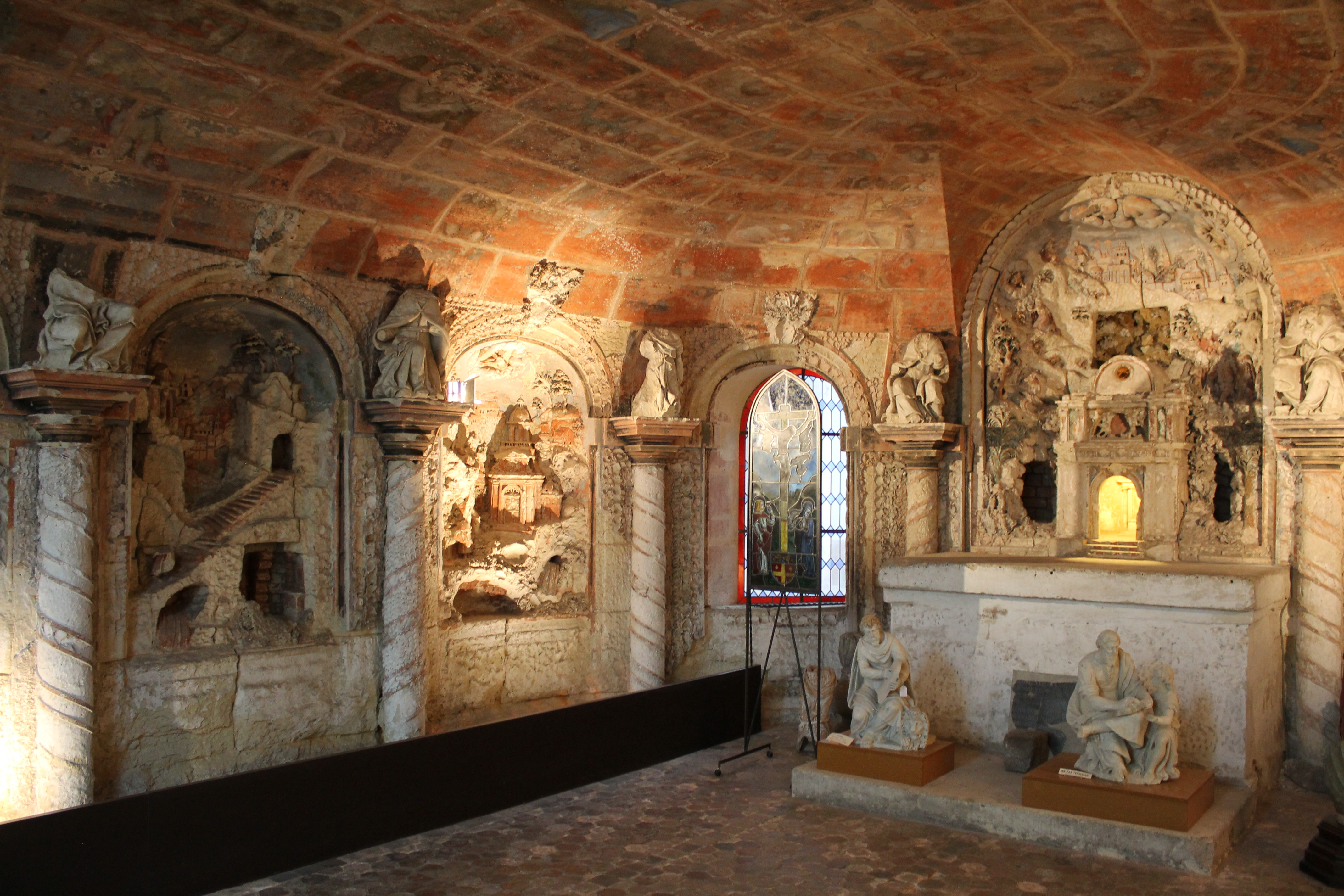
Vue de l'intérieur de la grotte aux coquillages
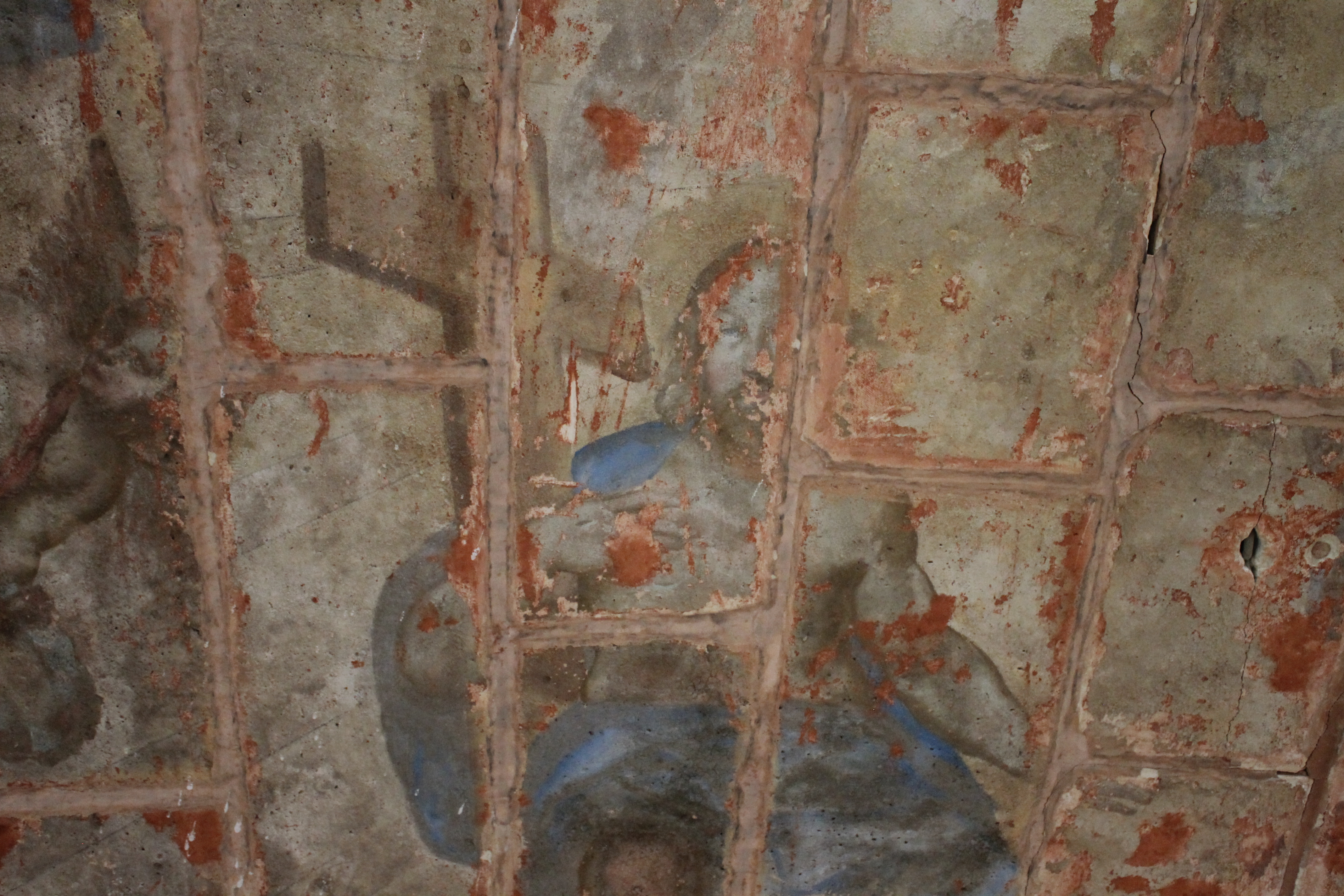
Peinture à l'huile sur la voûte représentant le Christ
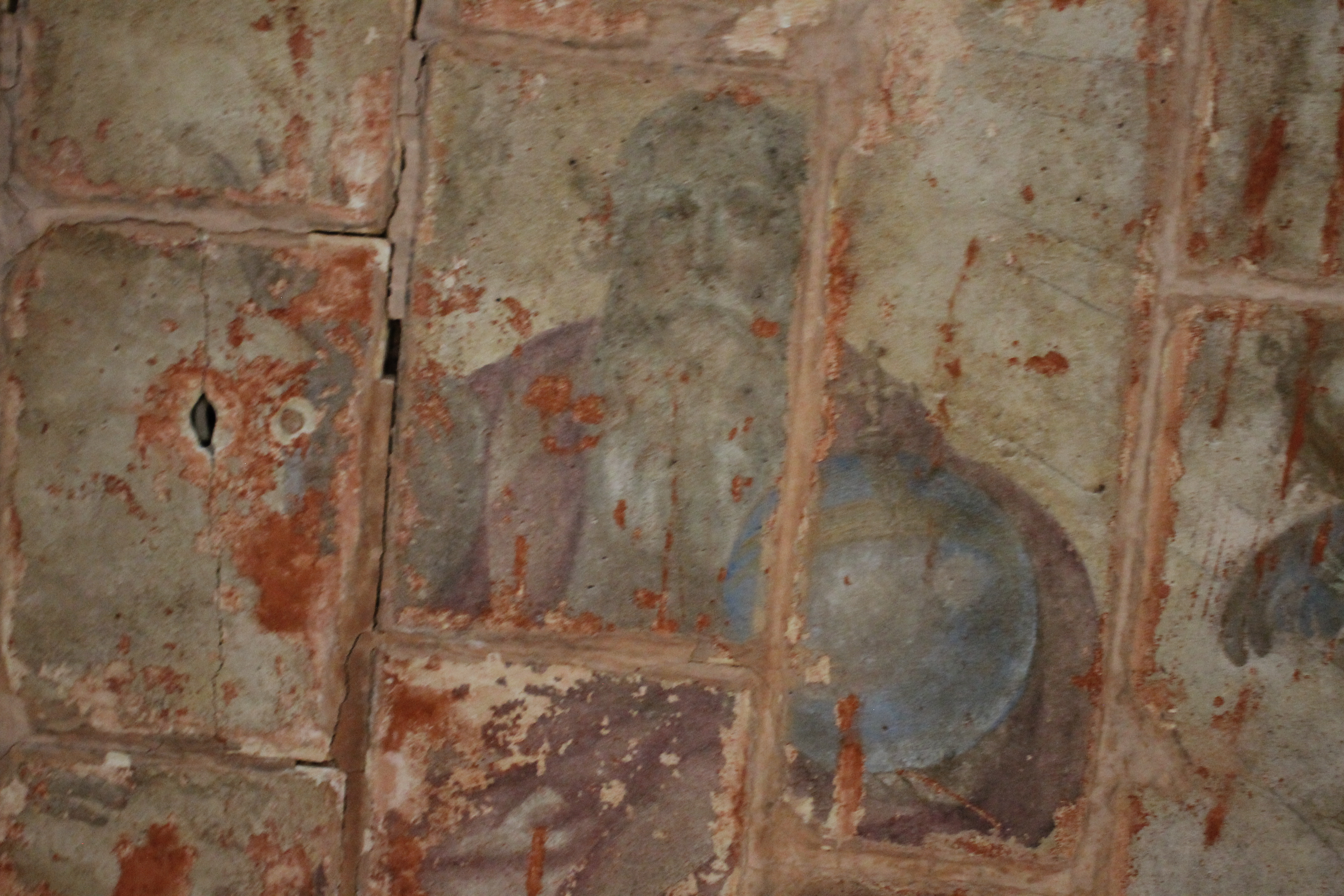
Peinture à l'huile sur la voûte représentant Dieu le Père
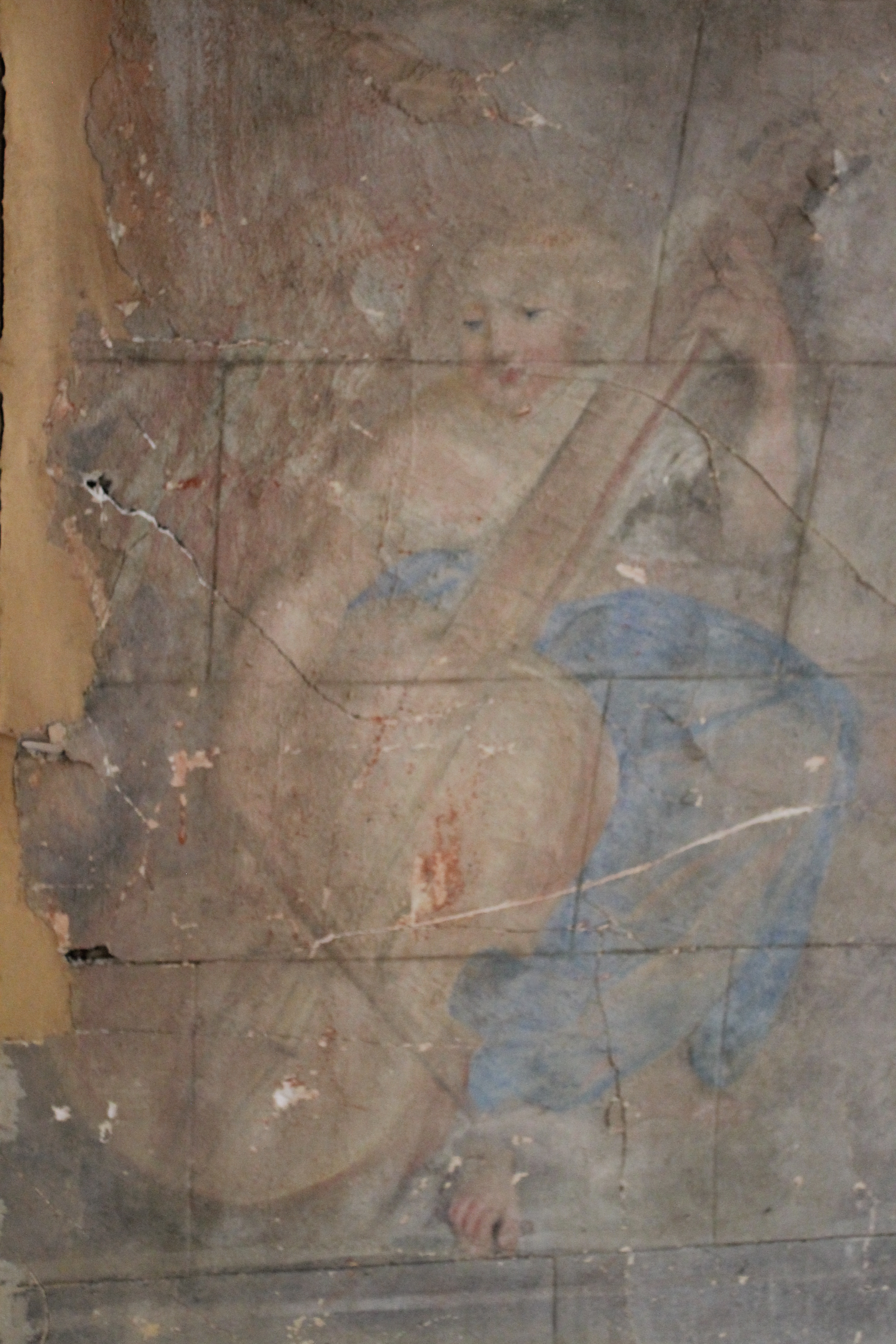
Peinture à l'huile sur la voûte
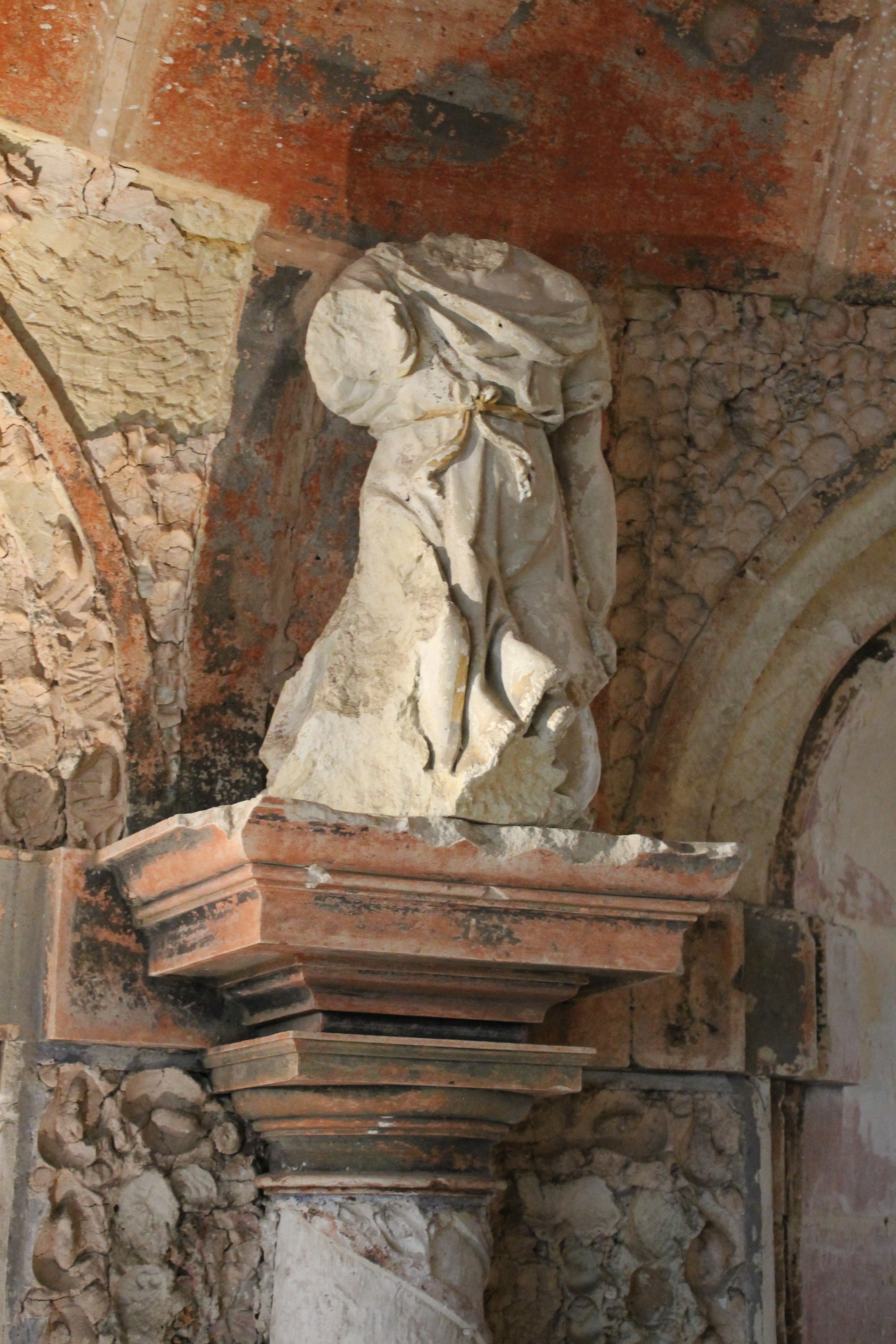
Statue décapitée d'ange ou d'archange sur une colonne de la grotte
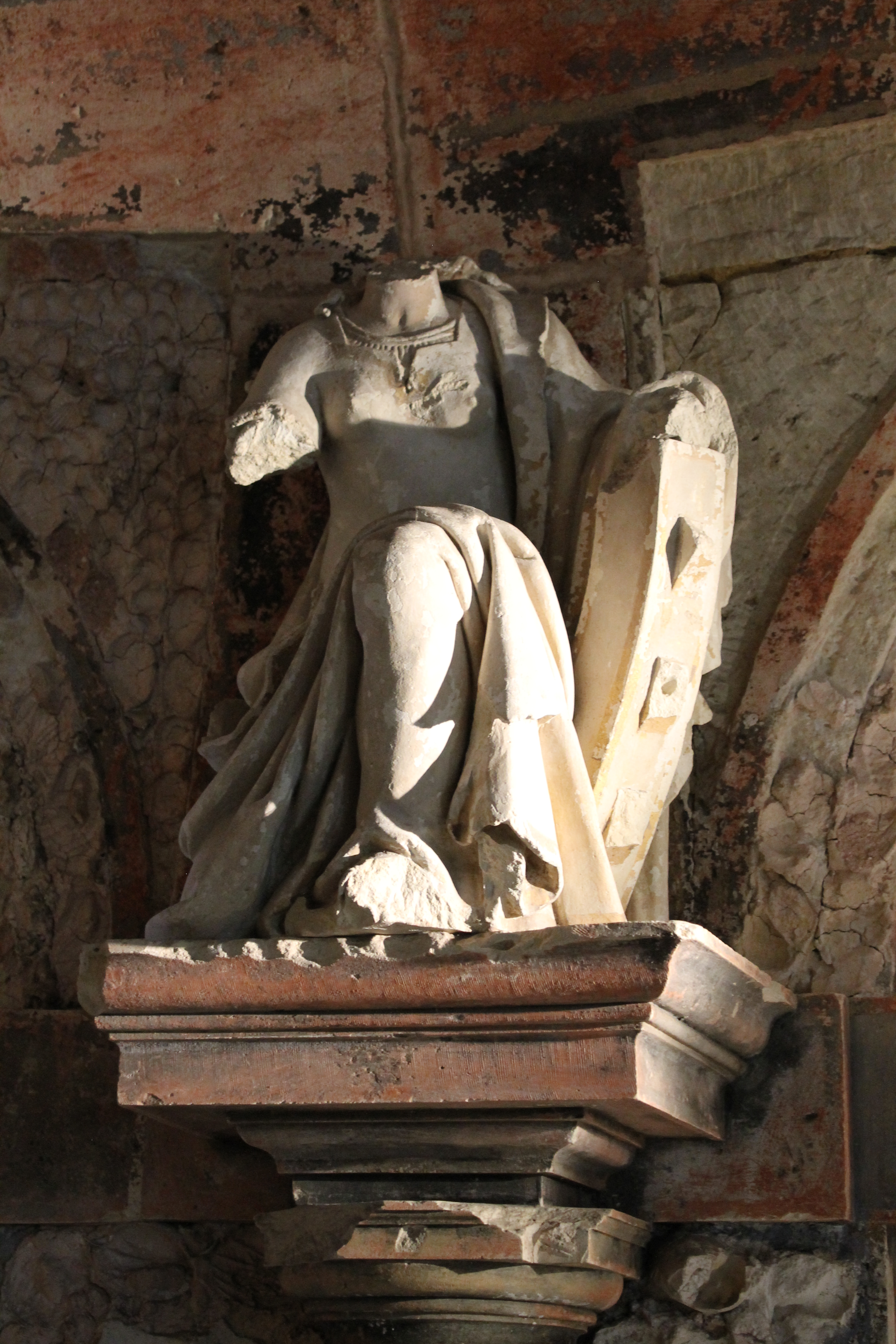
Statue décapitée de Catherine d'Alexandrie
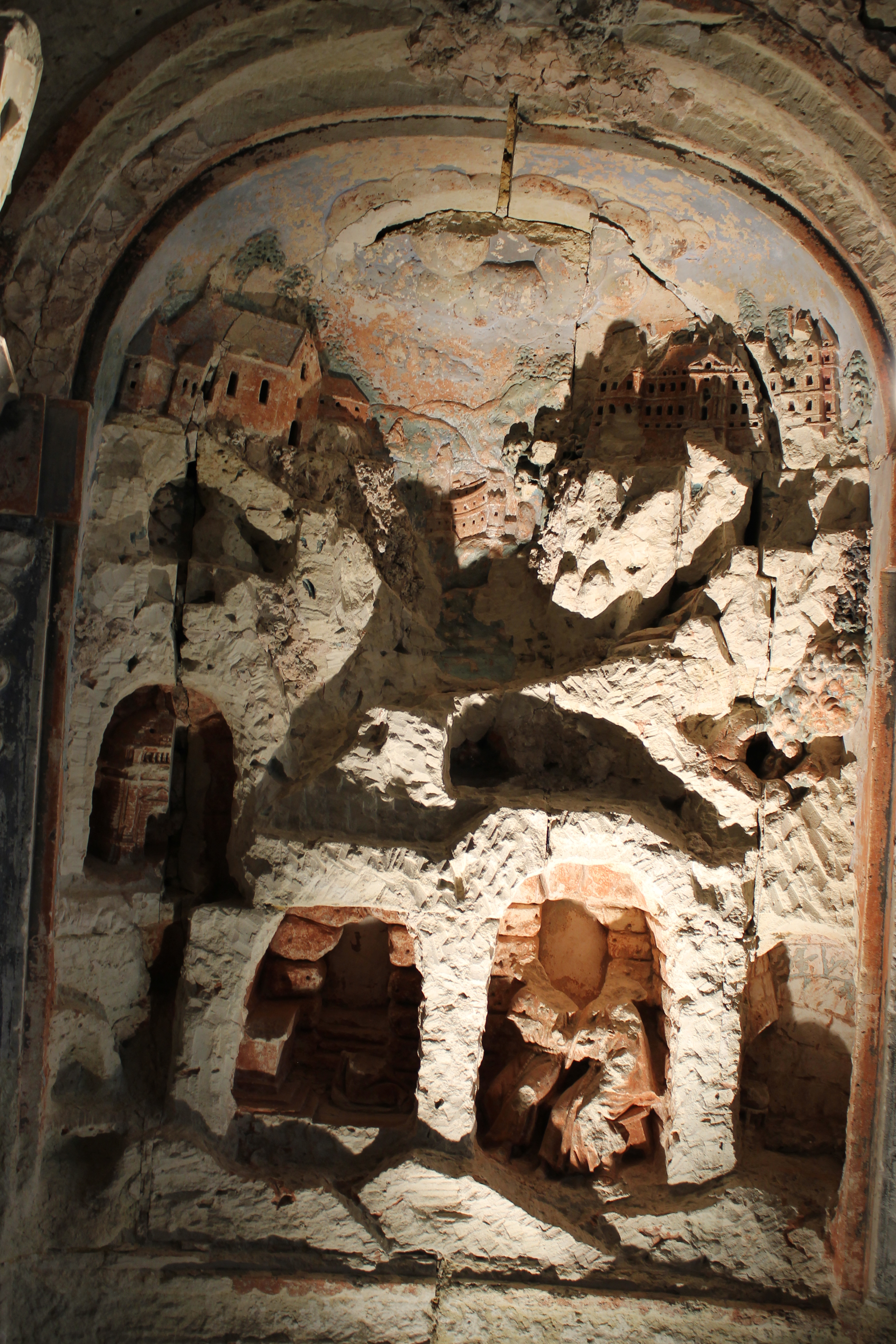
Détail d'une niche
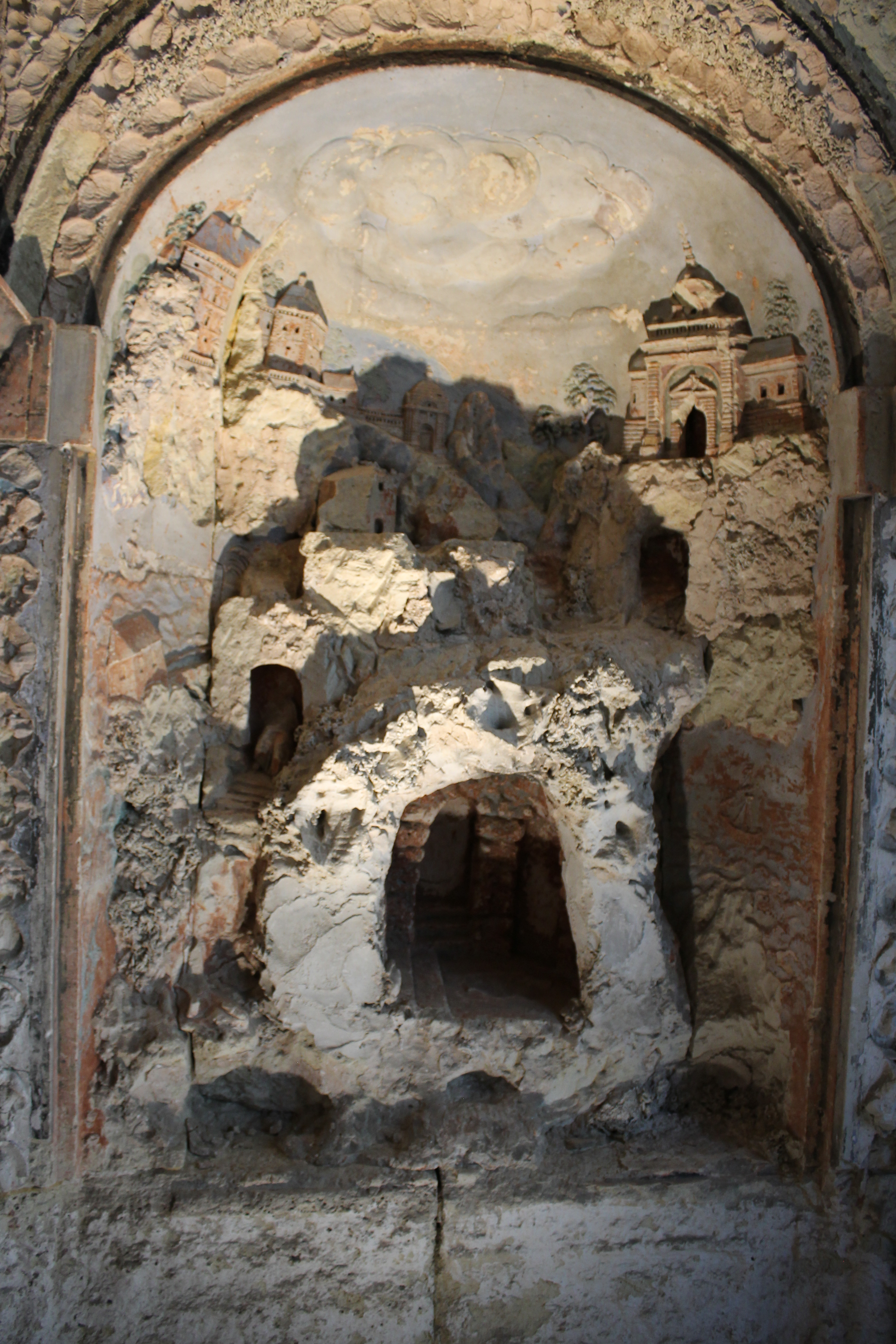
Détail d'une niche

## Collections
Le musée présente une collection d'objets de l'histoire briarde de la préhistoire au début du XXe siècle. Il accueille une collection variée de toiles du XVIe siècle à nos jours, dont des représentations du château de Coulommiers construit par Salomon de Brosse, dont il ne reste aujourd'hui que quelques ruines. Des globes céleste et terrestre de Coronelli, ainsi qu'une statue de Sainte-Marguerite qui se trouvait dans la chapelle éponyme du hameau de Pontmoulin sont également exposés. Une section consacrée à la vie quotidienne avant la révolution industrielle expose l'art de la tannerie, industrie autrefois présente à Coulommiers. Une pharmacie de style Empire expose des pots en porcelaine de Paris, des bocaux en verre et des instruments de préparation ,. Le musée possède 200 photographies de la photographe Yvette Troisproux.

Vues du musée
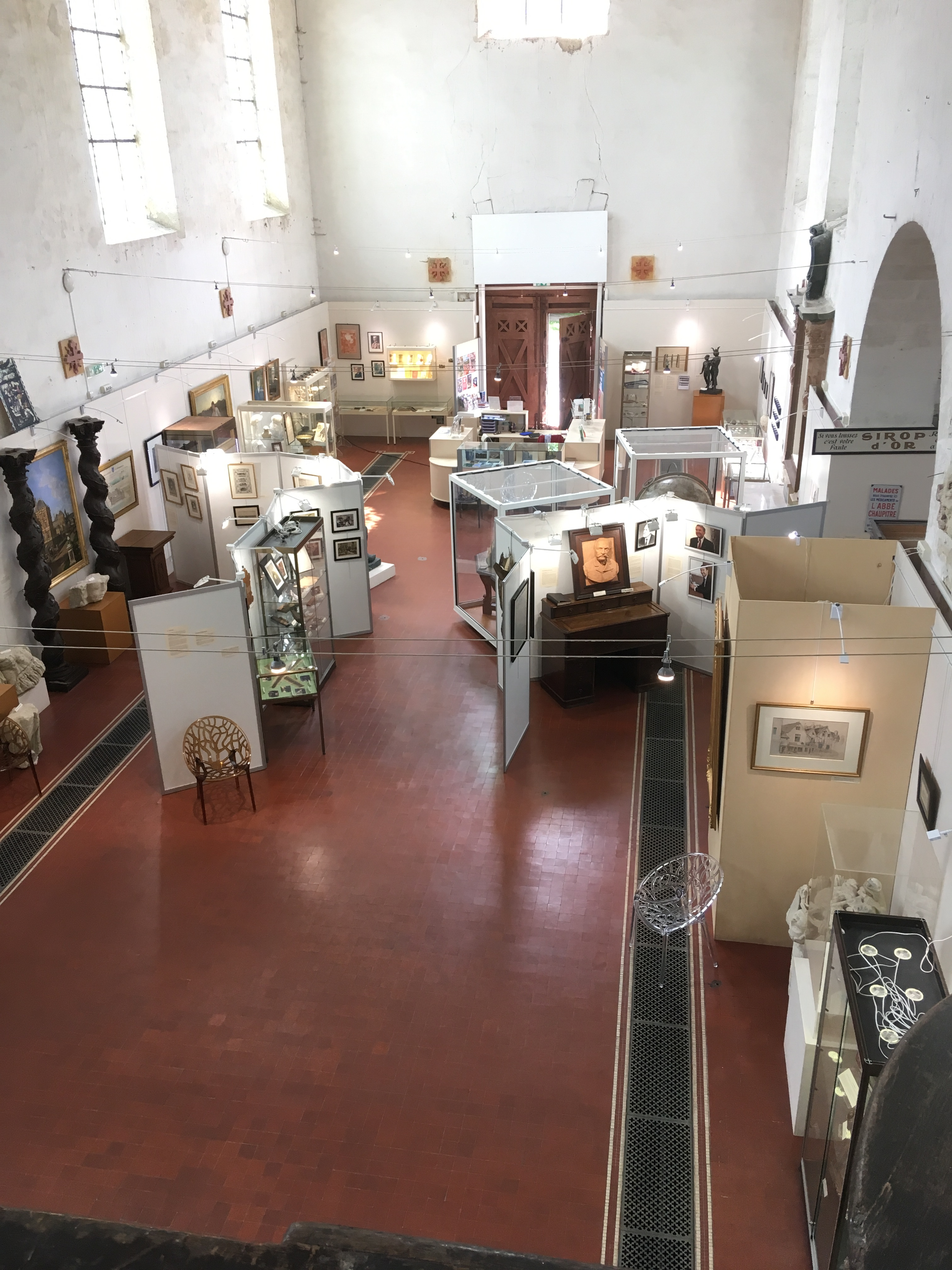
Intérieur du musée municipal des Capucins
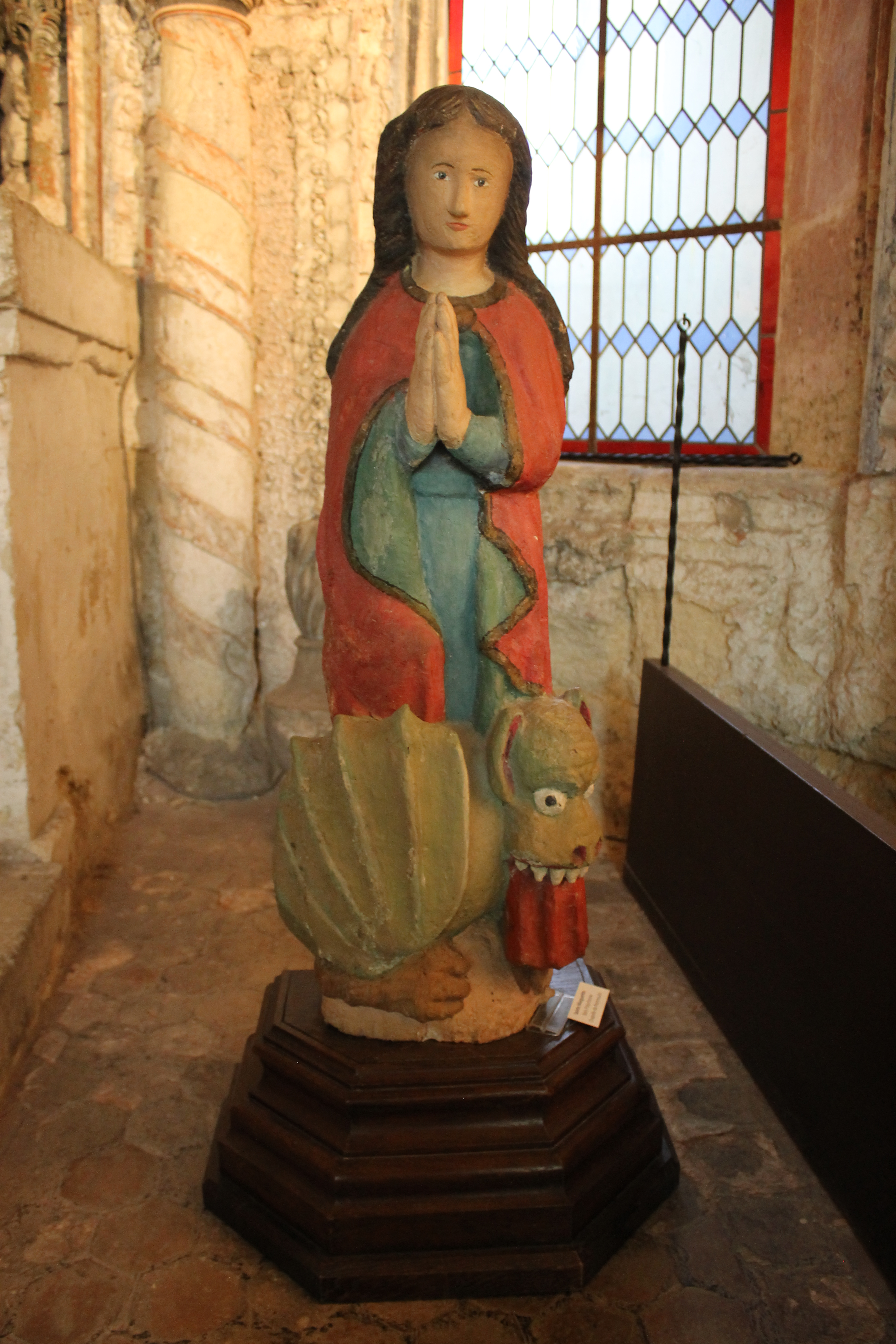
Statue de Sainte-Marguerite
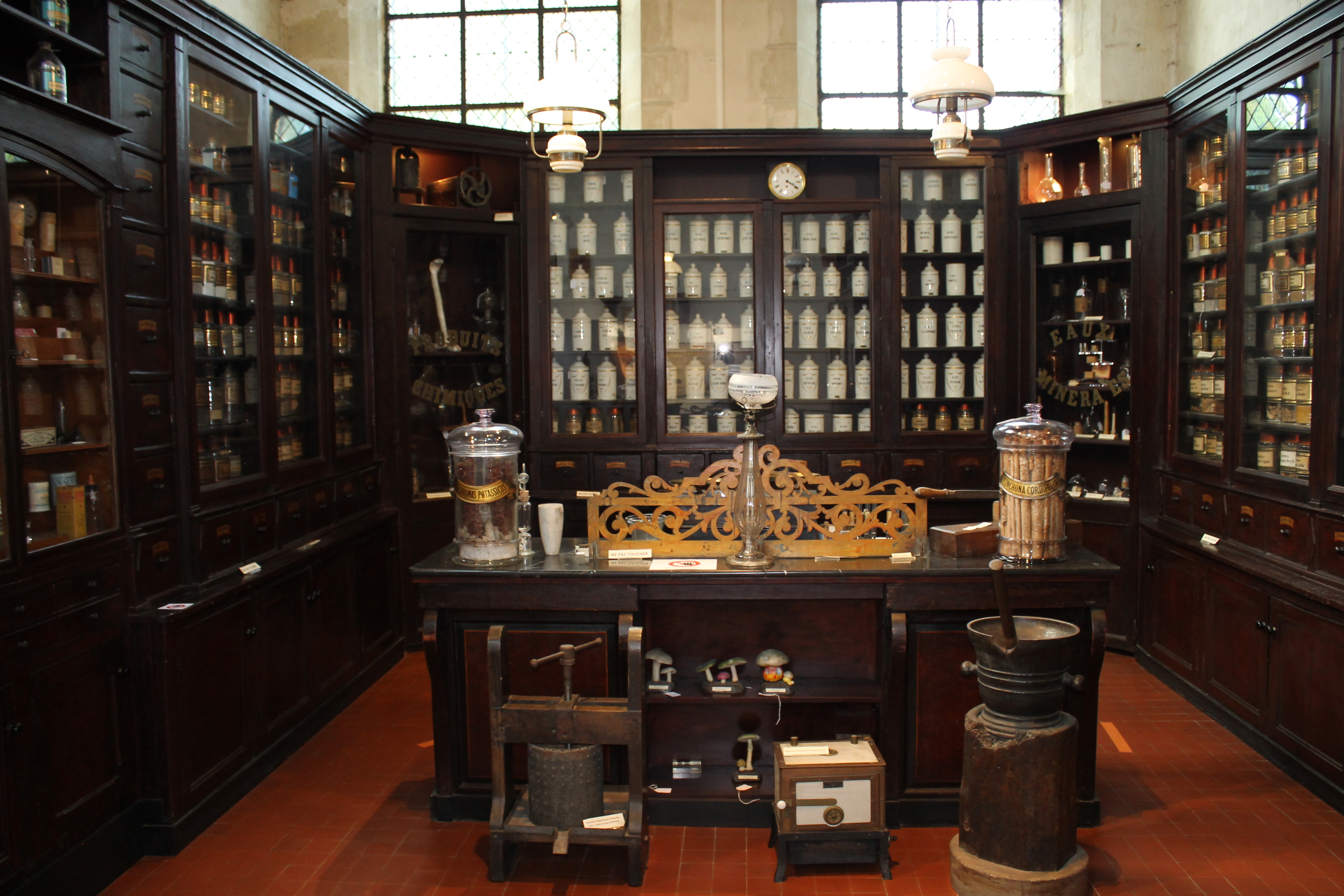
Pharmacie de style Empire